# Comando (película)
Comando (en inglés, Commando) es una película estadounidense de 1985 del género de acción, dirigida por Mark L. Lester y protagonizada por Arnold Schwarzenegger, Alyssa Milano, Rae Dawn Chong y Vernon Wells y rodada en Los Ángeles. Comando está considerada como uno de los pilares del cine de acción y ha ido ganando aficionados con el tiempo. El uso del humor en esta película se transformó en un elemento distintivo en los roles posteriores de Schwarzenegger y en las películas de acción de los años 80.

## Argumento
John Matrix (Arnold Schwarzenegger) es un ex-coronel de una unidad de Fuerzas Especiales del Ejército de los Estados Unidos y padre soltero, que se ha retirado a vivir en una cabaña en la montaña junto a su hija Jenny (Alyssa Milano). Sin saberlo él, sus excompañeros en el ejército están siendo asesinados uno a uno, primero Lawson, luego Forrestal y por último el capitán Bennet (Vernon Wells). Su amigo, el general Franklin Kirby (James Olson), pone a Matrix bajo el cuidado de dos guardias armados, pero los bandidos logran matarlos y secuestrar a Jenny. Matrix descubre que Bennet, quien había caído en desgracia y estaba dado por muerto, no lo está en realidad, sino que es el jefe de los secuestradores y que ha secuestrado a Jenny para que Matrix colabore con el señor de la guerra y ex-dictador del ficticio país sudamericano de Val Verde, Arius (Dan Hedaya), en el asesinato del actual presidente de ese país. Arius había sido depuesto en su día por Matrix y está ahora reuniendo fuerzas para dar un golpe de Estado y recuperar el poder. Matrix se ve obligado a matar nuevamente para salvar la vida de Jenny.
Matrix es llevado a bordo de un avión que se dirige a Val Verde, pero antes de despegar Matrix mata al soldado que le estaba vigilando y se lanza a un pantano justo cuando el avión está finalizando la carrera de despegue sobre la pista de aterrizaje. Sully, el encargado de vigilar que el avión despegara, no se percata de ello.
Matrix se dirige al estacionamiento, donde recluta para su causa a una auxiliar de vuelo que no está de servicio, llamada Cindy, tras contarle su historia y sale en persecución de Sully. En la persecución Matrix lo mata al tirarlo por el borde de la carretera hacia un precipicio, y se dirigen al motel donde Sully se alojaba al encontrar la llave de su habitación entre su ropa. Mientras están en la habitación, llega Cooke, un exsoldado de las Fuerzas Especiales, que muere en combate contra Matrix, aunque antes éste consigue averiguar el paradero de la mansión de Arius, donde presumiblemente está también Jenny.
Tras esto, Matrix asalta una tienda de armas y se lleva una gran variedad de éstas. Matrix es sorprendido por la policía y acaba detenido, pero Cindy lo libera derribando el furgón policial con un lanzacohetes. Tras esto, él y Cindy roban un hidroavión del puerto deportivo de Arius y aterrizan en la isla donde está la mansión. Matrix le dice a Cindy que contacte con el general Kirby y él se dirige hacia la mansión. Allí, acaba tanto con el ejército privado de Arius como con este.
Matrix encuentra a Jenny en el sótano, pero es disparado en el brazo por Bennet. Entonces, Matrix reta a Bennet a un combate “a cuchillo” para determinar quién es mejor, y logra acabar con él. Finalmente llega el general Kirby y le ofrece a Matrix dirigir otra vez un destacamento de las fuerzas especiales; pero Matrix, cansado ya de tantas peleas, lo rechaza y él, su hija y Cindy se alejan en el hidroavión en dirección a la puesta de sol.

## Reparto
El guionista Jeph Loeb dijo que la película había sido inicialmente concebida para Gene Simmons, bajista de la banda Kiss, quien declinó participar. Posteriormente, se pensó en que Nick Nolte pudiera interpretar a un exsoldado fuera de forma quien retorna a la lucha obligado por las circunstancias. Finalmente esta idea no prosperó y Arnold Schwarzenegger fue el encargado de encarnar el papel principal.
| Actor                 | Personaje              | Descripción |
| --------------------- | ---------------------- | --- |
| Arnold Schwarzenegger | John Matrix            | Un coronel retirado de las Fuerzas Especiales del Ejército que vive con su hija. Cuando ésta es secuestrada, vuelve a la acción para rescatarla. |
| Rae Dawn Chong        | Cindy                  | Auxiliar de a bordo de una aerolínea y casual cómplice de Matrix; lo ayuda a recuperar a su hija. |
| Dan Hedaya            | Arius                  | Exdictador del ficticio país sudamericano de Val Verde, derrocado por las fuerzas estadounidenses, en las cuales Matrix tuvo un protagonismo sobresaliente (siendo nombrado "Héroe de la Revolución"). Secuestra a Jenny para obligar a Matrix a matar al actual presidente de Val Verde. |
| Vernon Wells          | Bennet                 | Capitán de la unidad especial de Matrix, dado de baja por violento. De la mano de Arius, busca venganza contra Matrix. Es un psicópata. |
| James Olson           | General Franklin Kirby | Amigo y ex-superior de Matrix, avisa e intenta protegerlo del plan de Arius. |
| David Patrick Kelly   | Sully                  | Exsoldado y colaborador de Arius. |
| Alyssa Milano         | Jenny Matrix           | Hija de Matrix, secuestrada por Arius y sus secuaces para extorsionar al primero. |
| Bill Duke             | Cook                   | Uno de los principales colaboradores de Arius y exsoldado. |
| Michael Delano        | Forrestal              | Exmiembro del equipo de Matrix. |
| Drew Snyder           | Lawson                 | Exmiembro del equipo de Matrix. |
| Charles Meshack       | Henriques              | Otro hombre de Arius; acompaña a Matrix en el vuelo a Val Verde. |
| Gary Cervantes        | Diaz                   | El primer hombre de Arius, el cual aparece en la película para darle indicaciones a Matrix luego del secuestro de su hija. |

## Producción
La compañía 20th Century Fox produjo la película junto a SLM Production Group y Silver Pictures. La distribución tanto internacionalmente como en Estados Unidos fue a cargo de 20th Century Fox.
La película fue calificada como R (Restricted/Restringida) en Estados Unidos y como "no recomendada para menores de dieciocho años" en España.

### Rodaje
La película se rodó en California. La isla Santa Bárbara, a la que Matrix se dirige para rescatar a su hija, fue recreada en la ciudad costera del océano Pacífico San Simeón, más específicamente en el Hearst Castle 35°38′36.55″N 121°11′29.31″O / 35.6434861, -121.1914750. La casa en la que tienen secuestrada a Jenny es la mansión de Green Acres, perteneciente a Harold Lloyd, en Beverly Hills 34°5′17.18″N 118°25′36.98″O / 34.0881056, -118.4269389.

### Música
La banda sonora estuvo compuesta por James Horner, ganador de un Premio Óscar por Titanic y compositor de otras bandas sonoras originales famosas como Aliens, Braveheart o Avatar. Los críticos la definieron como un incesante colección de sonidos sintéticos de baterías electrónicas y efectos de sonidos rítmicos que resuenan como música de fondo sin identidad por sí mismos. La banda sonora repite partes de temas de la película 48 Hrs. y es una visión de lo que se volverá a repetir en Red Heat.

### Violencia en la película
Durante toda la película, John Matrix acaba con casi 146 personas, de las cuales 138 muertes ocurren durante cuatro minutos, convirtiéndola en una de las películas más sangrientas de todos los tiempos. En la parte más sangrienta de la película durante veinte segundos usa las siguientes armas o herramientas, horca, hacha, machete y sierra circular; además, acaba con dos enemigos con una única bala.

#### Armas usadas enComando
Durante la película aparecen entre otras armas del ejército:
- Fusil de asalto Valmet.
- Desert Eagle.
- Uzi.
- Remington H70.
- Ametralladora M60.
- Fusil M16.

### Estreno internacional
| País                                                                          | Fecha de estreno                |
| ----------------------------------------------------------------------------- | ------------------------------- |
| Alemania                                                                      | Jueves 23 de enero de 1986      |
| Argentina                                                                     | Jueves 6 de febrero de 1986     |
| Australia                                                                     | Jueves 16 de enero de 1986      |
| Austria                                                                       | Viernes 24 de enero de 1986     |
| Bélgica                                                                       | Miércoles 29 de enero de 1986   |
| Belice · Costa Rica · El Salvador · Guatemala · Honduras · Nicaragua · Panamá | Miércoles 1 de enero de 1986    |
| Bolivia                                                                       | Martes 8 de abril de 1986       |
| Brasil                                                                        | Jueves 9 de enero de 1986       |
| Chile                                                                         | Viernes 31 de enero de 1986     |
| Chipre                                                                        | Jueves 2 de enero de 1986       |
| Colombia                                                                      | Miércoles 30 de abril de 1986   |
| Dinamarca                                                                     | Viernes 31 de enero de 1986     |
| Egipto                                                                        | Lunes 6 de octubre de 1986      |
| España                                                                        | Viernes 20 de diciembre de 1985 |
| Estados Unidos · Canadá                                                       | Viernes 4 de octubre de 1985    |
| Filipinas                                                                     | Sábado 29 de marzo de 1986      |
| Finlandia                                                                     | Viernes 20 de diciembre de 1985 |
| Francia                                                                       | Miércoles 5 de febrero de 1986  |

| País                | Fecha de estreno                 |
| ------------------- | -------------------------------- |
| Grecia              | Jueves 2 de enero de 1986        |
| Hong Kong           | Miércoles 1 de enero de 1986     |
| India               | Viernes 25 de septiembre de 1987 |
| Israel              | Viernes 10 de enero de 1986      |
| Italia              | Viernes 31 de enero de 1986      |
| Jamaica             | Miércoles 15 de enero de 1986    |
| Japón               | Sábado 22 de febrero de 1986     |
| Líbano              | Viernes 14 de febrero de 1986    |
| Malasia             | Jueves 21 de noviembre de 1985   |
| México              | Viernes 21 de febrero de 1986    |
| Noruega             | Jueves 21 de noviembre de 1985   |
| Nueva Zelanda       | Viernes 29 de noviembre de 1985  |
| Países Bajos        | Jueves 9 de enero de 1986        |
| Perú                | Jueves 13 de febrero de 1986     |
| Portugal            | Viernes 17 de enero de 1986      |
| Puerto Rico         | Jueves 19 de diciembre de 1985   |
| Reino Unido Irlanda | Viernes 21 de febrero de 1986    |
| Singapur            | Jueves 31 de octubre de 1985     |
| Sudáfrica           | Viernes 14 de febrero de 1986    |
| Suecia              | Viernes 29 de noviembre de 1985  |
| Suiza               | Miércoles 15 de enero de 1986    |
| Tailandia           | Sábado 28 de diciembre de 1985   |
| Taiwán              | Sábado 1 de febrero de 1986      |
| Uruguay             | Jueves 20 de marzo de 1986       |
| Venezuela           | Miércoles 1 de enero de 1986     |

## Recepción
Comando recaudó en total USD 57 491 000, casi un total de seis veces el presupuesto, lo que la convirtió en un éxito de taquilla.
Las críticas hicieron hincapié en el aspecto visual de la película y el humor que aparece en pantalla, pero criticaron el guion y las coreografías de las peleas. Otros críticos comentaron que la película recordaba a un cómic.
Rotten Tomatoes le otorga una puntuación del 71%.

## Secuela
El éxito de Comando propició que los estudios quisieran rodar una secuela. El guion mostraba a John Matrix establecido en Los Ángeles, trabajando como director de seguridad para una corporación que es asaltada en un ataque terrorista. Cindy también aparecería en la secuela como una abogada. Pero Arnold Schwarzenegger solo estaba interesado en hacer una secuela de The Terminator, por lo que las escenas importantes se mantuvieron y se alteró la historia para crear un policía corriente llamado John McLane, que estuviera como un pez fuera del agua en una fiesta de Navidad para la compañía para la que trabaja su mujer. Basada en la novela Nothing Lasts Forever (1979), de Roderick Thorp, este proyecto acabaría convirtiéndose en la película Die Hard, protagonizada por Bruce Willis.

## Juguetes
Diamond Toymakers lanzó una línea de figuras de acción en 1986 basadas en la película, pero con algunos personajes distintos a los de la cinta.
Crearon una primera gama de figuras de cuatro pulgadas; por un lado las fuerzas de John Matrix, llamadas C-Team y compuestas por las figuras de John Matrix, Spex, Blaster y Chopper; y por otro lado las fuerzas denominadas F.E.A.R., comandadas por Psycho y compuestas por él, Lead-Head, Stalker y Sawbones.
Luego, se lanzó una segunda gama de figuras de ocho pulgadas, compuesta por las mismas figuras.
Por último, se puso a la venta una figura de dieciocho pulgadas de John Matrix, la cual venía con una pistola, un fusil M16 y una granada de mano.